# Miloš Čech
Miloš Čech (Liteň, 15 aprile 1855 – Varnsdorf, 1º gennaio 1922) è stato un vescovo vetero-cattolico ceco.
Dopo la fine dell'Impero austro-ungarico continuò il suo ministero nella neonata Cecoslovacchia, lasciando l'incarico per l'Austria ad Adalbert Schindelar.
Era fratello minore dello scrittore Svatopluk Čech e fratello maggiore della scrittrice e poetessa Růžena Čechová.